# 79-я гвардейская стрелковая дивизия
79-я гвардейская стрелковая дивизия — соединение сухопутных войск Вооружённых Сил СССР в период Великой Отечественной войны.
Полное действительное наименование — 79-я гвардейская стрелковая Запорожская ордена Ленина Краснознамённая орденов Суворова и Богдана Хмельницкого дивизия

## История

### Боевой путь
- Сформирована в декабре 1941 года в Томске как 443-я стрелковая дивизия
- В январе 1942 года переименована в 284-ю стрелковую дивизию

- В составе войск Брянского фронта в июле — августе вела оборонительные бои на воронежском направлении.
- 8 февраля 1943 года она была награждена орденом Красного Знамени и преобразована в 79-ю гвардейскую Краснознамённую стрелковую дивизию (1 марта 1943). После битвы под Сталинградом дивизия в составе 8-й гвардейской армии (в которую она входила до конца войны) Юго-Западного (с 20 октября 1943 3-го Украинского) фронта вела упорные бои на Изюмском плацдарме в ходе Изюм-Барвенковской наступательной операции, участвовала в битве за Днепр.
- За успешные действия при штурме Запорожья она была удостоена почётного наименования «Запорожская» (14 октября 1943 года). В ноябре 1943 — апреле 1944 года участвовала в боях за освобождение Правобережной Украины. За образцовое выполнение боевых задач при освобождении советскими войсками города Новый Буг и прорыве обороны противника на реке Ингулец была награждена орденом Суворова II-й степени (19 марта 1944 года).
- В ходе Одесской наступательной операции дивизия 10 апреля 1944 года участвовала в освобождении г. Одесса и за проявленные при этом личным составом героизм и боевое мастерство награждена орденом Богдана Хмельницкого II степени (20 апреля 1944 года).
- В июне 1944 года она вместе с другими соединениями армии была переброшена в Белоруссию в район Ковеля, где вошла в состав 1-го Белорусского фронта. В ходе Люблин-Брестской наступательной операции части дивизии успешно преодолели реку Западный Буг, вступили на территорию Польши, во взаимодействии с другими соединениями 8-й гвардейской и 2-й танковой армий освободили Люблин (24 июля). Умело и решительно действовали гвардейцы при форсировании крупной водной преграды реки Висла в районе Скурча (6 км северо-восточнее Магнушева). За отвагу и боевое мастерство, проявленные при форсировании Вислы и удержании Магнушевского плацдарма, ещё 10 воинам дивизии было присвоено звание Героя Сов. Союза. После 6-месячных боёв на Магнушевском плацдарме она с середины января 1945 года участвовала в Варшавско-Познанской операции, в ходе которой форсировала Одер и захватила плацдарм на левом берегу реки южнее Кюстрина.
- В Берлинской наступательной операции преодолела сопротивление врага на Зееловских высотах и 23 апреля вплотную подошла к Берлину и до 2 мая участвовала в его штурме. За образцовое выполнение заданий командования при штурме Берлина награждена орденом Ленина (28 мая 1945 года).
- С апреля 1943 года и до июля 1956 года дивизия входила в состав 28 гвардейского стрелкового Люблинского Краснознамённого ордена Суворова корпуса.

### Периоды вхождения в состав Действующей армии
20.3.1943 — 7.6.1944 года

15.6.1944 — 9.5.1945 года

## Подчинение
| Дата            | Фронт (округ)         | Армия                 | Корпус (группа)                    | Примечания |
| --------------- | --------------------- | --------------------- | ---------------------------------- | ---------- |
| 01.04.1943 года | Юго-Западный фронт    | 62-я армия            | -                                  | -          |
| 01.05.1943 года | Юго-Западный фронт    | 62-я армия            | 28-й гвардейский стрелковый корпус | -          |
| 01.06.1943 года | Юго-Западный фронт    | 8-я гвардейская армия | 28-й гвардейский стрелковый корпус | -          |
| 01.07.1943 года | Юго-Западный фронт    | 8-я гвардейская армия | 28-й гвардейский стрелковый корпус | -          |
| 01.08.1943 года | Юго-Западный фронт    | 8-я гвардейская армия | 28-й гвардейский стрелковый корпус | -          |
| 01.09.1943 года | Юго-Западный фронт    | 8-я гвардейская армия | 28-й гвардейский стрелковый корпус | -          |
| 01.10.1943 года | Юго-Западный фронт    | 8-я гвардейская армия | 28-й гвардейский стрелковый корпус | -          |
| 01.11.1943 года | 3-й Украинский фронт  | 8-я гвардейская армия | 28-й гвардейский стрелковый корпус | -          |
| 01.12.1943 года | 3-й Украинский фронт  | 8-я гвардейская армия | 28-й гвардейский стрелковый корпус | -          |
| 01.01.1944 года | 3-й Украинский фронт  | 8-я гвардейская армия | 28-й гвардейский стрелковый корпус | -          |
| 01.02.1944 года | 3-й Украинский фронт  | 8-я гвардейская армия | 28-й гвардейский стрелковый корпус | -          |
| 01.03.1944 года | 3 Украинский фронт    | 8-я гвардейская армия | 28-й гвардейский стрелковый корпус | -          |
| 01.04.1944 года | 3 Украинский фронт    | 8-я гвардейская армия | 28-й гвардейский стрелковый корпус | -          |
| 01.05.1944 года | 3 Украинский фронт    | 8-я гвардейская армия | 28-й гвардейский стрелковый корпус | -          |
| 01.06.1944 года | 3 Украинский фронт    | 8-я гвардейская армия | 28-й гвардейский стрелковый корпус | -          |
| 01.07.1944 года | 1-й Белорусский фронт | 8-я гвардейская армия | 28-й гвардейский стрелковый корпус | -          |
| 01.08.1944 года | 1-й Белорусский фронт | 8-я гвардейская армия | 28-й гвардейский стрелковый корпус | -          |
| 01.09.1944 года | 1-й Белорусский фронт | 8-я гвардейская армия | 28-й гвардейский стрелковый корпус | -          |
| 01.10.1944 года | 1-й Белорусский фронт | 8-я гвардейская армия | 28-й гвардейский стрелковый корпус | -          |
| 01.11.1944 года | 1-й Белорусский фронт | 8-я гвардейская армия | 28-й гвардейский стрелковый корпус | -          |
| 01.12.1944 года | 1-й Белорусский фронт | 8-я гвардейская армия | 28-й гвардейский стрелковый корпус | -          |
| 01.01.1945 года | 1-й Белорусский фронт | 8-я гвардейская армия | 28-й гвардейский стрелковый корпус | -          |
| 01.02.1945 года | 1-й Белорусский фронт | 8-я гвардейская армия | 28-й гвардейский стрелковый корпус | -          |
| 01.03.1945 года | 1-й Белорусский фронт | 8-я гвардейская армия | 28-й гвардейский стрелковый корпус | -          |
| 01.04.1945 года | 1-й Белорусский фронт | 8-я гвардейская армия | 28-й гвардейский стрелковый корпус | -          |
| 01.05.1945 года | 1-й Белорусский фронт | 8-я гвардейская армия | 28-й гвардейский стрелковый корпус | -          |

## После войны
- Дивизия завершила войну Берлинской операцией в составе 8-й гвардейской армии.
- С 9 июня 1945 года — 20-я гвардейская механизированная Запорожская ордена Ленина Краснознамённая орденов Суворова и Богдана Хмельницкого дивизия 8-й гвардейской ордена Ленина армии Группы Советских Оккупационных Войск в Германии. Йена
- В 1957 году переформировывается в 27-ю гвардейскую танковую дивизию.
- В 1965 году соединению был возвращён номер периода Великой Отечественной войны и она именуется 79-я гвардейская танковая Запорожская ордена Ленина Краснознамённая орденов Суворова и Богдана Хмельницкого дивизия.
- Постановлением Верховного Совета СССР от 13.12.1972 года за успехи в боевой подготовке и выполнение учебно-боевых задач дивизия награждена юбилейным Почётным Знаком ЦК КПСС, ПВС СССР, Совета Министров СССР и ВЦСПС «50 лет СССР» и благодарственной грамотой Совета Министров СССР.
- В 1974 году в связи с 30-летием освобождения Украины дивизия награждена юбилейной памятной медалью.
- В 1991 году выведена из ЗГВ в Волгоград. В 1995 году расформирована.

## Командование
В годы войны:
- Дивизией командовали:
- Остроумов, Сергей Александрович (15.12.1941 — 26.02.1942), комбриг
- Батюк, Николай Филиппович (27.02.1942 — 28.07.1943), гвардии генерал-майор[2].
- Вагин, Леонид Иванович (29.07.1943 — 03.02.1945), гвардии полковник, с 17.11.1943 гвардии генерал-майор
- Семченков, Иван Васильевич (04.02.1945 — 19.03.1945), гвардии полковник
- Герасименко, Степан Иванович (20.03.1945 — 26.04.1945), гвардии полковник
- Станкевский, Дмитрий Иванович (27.04.1945 — 09.05.1945), гвардии генерал-майор
- Вагин, Леонид Иванович (июль 1945 — октябрь 1945), гвардии генерал-майор

- 216-й гв. сп:

Ульянов Николай Степанович (01.03.1943 — 30.11.1943)

Карнаухов Матвей Яковлевич (30.11.1943 — 17.12.1943)

Заплечный Константин Михайлович (17.12.1943 — 23.12.1943)

Заика Василий Михайлович (24.12.1943 — 20.03.1944), погиб 20.03.1944

Конев Пётр Прокофьевич (07.04.1944 — 24.04.1944)

Важенин Виктор Михайлович (с 24.04.1944)

Семиков Александр Иванович (13.09.1945 — 31.07.1946)
- 220-й гв. сп:

Михайлов Дмитрий Фёдорович (01.03.1943 — 22.02.1943), отстранён

Черепанов Малофей Пантелеевич (с 18.02.1944)

Шейкин Михаил Степанович (27.02.1944 — 05.04.1945)
- 227 гв. сп: (до 01.03.1943 был 1047 сп 284 сд (2ф))

Метелев Иван Иванович (04.03.1942 — 01.06.1943)

Львов Сергей Дмитриевич (19.08.1943 — 22.08.1943), контужен

Сергеев Иван Александрович (01.09.1943 — 14.11.1943), ранен 

Тимошенко Александр Фёдорович (20.11.1943 — 07.04.1944), умер от ран

Важенин Виктор Михайлович (с 07.04.1944)

Конев Пётр Прокофьевич (24.04.1944 — 08.10.1944)

Семиков Александр Иванович (08.10.1944 — 18.04.1945), ранен 

Нигматулин Галлей Бадриевич (30.04.1945 — 05.04.1946)

## Состав
1.03.1943 — 1945 год
Новая нумерация частям дивизии присвоена 5 апреля 1943 года
- 216 гвардейский стрелковый полк;
- 220 гвардейский стрелковый полк;
- 227 гвардейский стрелковый полк;
- 172 гвардейский артиллерийский[3]
- 83 отдельный гвардейский истребительно-противотанковый дивизион[4]
- 80 отдельная гвардейская разведывательная рота[5]
- 88 отдельный гвардейский сапёрный батальон[6]
- 110 отдельный гвардейский батальон связи — с 23.11.1944 г. (до 5.04.1943 г.- 185 отдельная рота связи, с 5.04.1943 по 23.11.1944 г. — 110 отдельная гвардейская рота связи)[7]
- 588(84) медико-санитарный батальон
- 81 отдельная гвардейская рота химической защиты[8]
- 732(82) отдельная автотранспортная рота подвоза ГСМ[9]
- 663(85) полевая хлебопекарня
- 681(76) дивизионный ветеринарный лазарет
- 1691 полевая почтовая станция
- 1116 полевая касса Государственного банка.

Перечень № 5 Стрелковых, горнострелковых, мотострелковых и моторизованных дивизий, входивших в состав действующей армии в годы Великой Отечественной войны 1941—1945 гг. / А. П. Покровский. — М.: Министерство обороны, 1956. — 218 с.

## Награды
- 8 февраля 1943 года —  Орден Красного Знамени- награждена указом Президиума Верховного Совета СССР от 8 февраля 1943 года за образцовое выполнение боевых заданий командования на фронте борьбы с немецкими захватчиками при обороне Сталинграда и проявленные при этом доблесть и мужество (орден перешёл от 284 стрелковой дивизии);
- 1 марта 1943 года-  «Гвардейская» — звание присвоено приказом Народного комиссара Обороны СССР за проявленную отвагу в боях за Отечество с немецкими захватчиками, за стойкость, мужество, дисциплину и организованность, за героизм личного состава.
- 14 октября 1943 года — Запорожская — почётное наименование присвоено приказом Верховного Главнокомандующего от 14 октября 1943 года в ознаменование одержанной победы и отличие в боях за освобождение города Запорожье.
- 19 марта 1944 года —  Орден Суворова II степени — награждена указом Президиума Верховного Совета СССР от 19 марта 1944 года за образцовое выполнение заданий командования в боях с немецкими захватчиками при прорыве сильной обороны немцев по западному берегу реки Ингулец, за освобождение города Нового Буга и проявленные при этом доблесть и мужество.[10]
- 20 апреля 1944 года —  Орден Богдана Хмельницкого II степени — награждена указом Президиума Верховного Совета СССР от 20 апреля 1944 года за образцовое выполнение заданий командования в боях с немецкими захватчиками при освобождении города Одессы и проявленные при этом доблесть и мужество.[11]
- 28 мая 1945 года —  Орден Ленина — награждена указом Президиума Верховного Совета СССР от 28 мая 1945 года за образцовое выполнение заданий командования в боях при прорыве обороны немцев и наступлении на Берлин и проявленные при этом доблесть и мужество.[12]

Награды частей дивизии:
- 216 гвардейский стрелковый Люблинский[13] Краснознамённый[14] ордена Суворова[15] полк;
- 220 гвардейский стрелковый Берлинский[16] Краснознамённый[17] ордена Кутузова[14] полк
- 227 гвардейский стрелковый Лодзинский[18] Краснознамённый[17] орденов Суворова[14] и Кутузова[15] полк
- 172 гвардейский артиллерийский Берлинский Краснознамённый[14]полк
- 83 отдельный гвардейский истребительно-противотанковый орденов Александра Невского[15] и Красной Звезды[19]дивизион

## Отличившиеся воины
Тысячи воинов дивизии были награждены орденами и медалями, 19 человек стали Героями Советского Союза, 16 воинов — кавалеры ордена Славы 3-х степеней.
Произведено награждений орденами СССР не меньше:
- орден Ленина — 29
- орден Красного Знамени — 214
- орден Суворова II степени — 4
- орден Богдана Хмельницкого II степени — 1
- орден Суворова III степени — 12
- орден Кутузова III степени — 3
- орден Богдана Хмельницкого III степени — 41
- орден Александра Невского — 84
- орден Отечественной войны I степени — 261
- орден Отечественной войны II степени — 784
- орден Красной Звезды — 1283
- орден Славы I степени — 16
- орден Славы II степени- 195
- орден Славы III степени — 1529

(Данные о награждениях взяты из указов Президиума Верховного совета СССР, приказов 79 гвардейской стрелковой дивизии, 28 гвардейского стрелкового корпуса,8 гвардейской армии,1 Белорусского фронта, 3 Украинского фронта, размещённых на сайте "Электронный банк документов «Подвиг народа в Великой Отечественной войне 1941—1945 гг» Министерства обороны РФ).
 Герои Советского Союза.
- Бурба, Владимир Трофимович, гвардии лейтенант, командир стрелковой роты 3 стрелкового батальона 220 гвардейского стрелкового полка. Указ Президиума Верховного Совета СССР от 24.03.1945 года. Звание присвоено посмертно.
- Вагин, Леонид Иванович, гвардии генерал-майор, командир дивизии. Указ Президиума Верховного Совета СССР от 6.04.1945 года.
- Важенин, Виктор Михайлович, гвардии подполковник, командир 216 гвардейского стрелкового полка. Указ Президиума Верховного Совета СССР от 24.03.1945 года.
- Зайцев, Василий Григорьевич, младший лейтенант, снайпер 1047 стрелкового полка 284 стрелковой дивизии. Указ Президиума Верховного Совета СССР от 22.02.1943 года.
- Зубенко, Павел Васильевич, гвардии младший лейтенант, командир миномётного взвода 220 гвардейского стрелкового полка. Указ Президиума Верховного Совета СССР от 24.03.1945 года.
- Медведев, Виктор Иванович, гвардии сержант, командир отделения, снайпер 216 гвардейского стрелкового полка. Указ Президиума Верховного Совета СССР от 22.02.1944 года.
- Мостовой, Сергей Андреевич, гвардии красноармеец, наводчик станкового пулемёта 220 гвардейского стрелкового полка. Указ Президиума Верховного Совета СССР от 24.03.1945 года.
- Пайгусов, Евсигний Григорьевич, гвардии капитан, помощник начальника оперативного отделения штаба дивизии. Указ Президиума Верховного Совета СССР от 6.04.1945 года.
- Пшённый, Сергей Фомич, гвардии старший лейтенант, офицер разведки 227 гвардейского стрелкового полка. Указ Президиума Верховного Совета СССР от 24.03.1945 года.
- Савельев, Афанасий Спиридонович, гвардии старший лейтенант, командир роты 2 стрелкового батальона 220 гвардейского стрелкового полка. Указ Президиума Верховного Совета СССР от 6.04.1945 года.
- Семиков, Александр Иванович, гвардии майор, командир 227 гвардейского стрелкового полка. Указ Президиума Верховного Совета СССР от 31.05.1945 года.
- Стрелец, Дмитрий Лаврентьевич, гвардии лейтенант, командир стрелкового взвода 220 гвардейского стрелкового полка. Указ Президиума Верховного Совета СССР от 24.03.1945 года.
- Субботин, Ефим Фёдорович, гвардии старший лейтенант, офицер разведки 220 гвардейского стрелкового полка. Указ Президиума Верховного Совета СССР от 24.03.1945 года.
- Тибуа, Шота Платонович, гвардии сержант, помощник командира стрелкового взвода 220 гвардейского стрелкового полка. Указ Президиума Верховного Совета СССР от 24.03.1945 года. Погиб в бою 8.02.1945 года.
- Феофанов, Василий Григорьевич, гвардии старший сержант, старший разведчик 172 гвардейского артиллерийского полка. Указ Президиума Верховного Совета СССР от 13.09.1944 года. Звание присвоено посмертно.
- Хлюстин, Пётр Андреевич, гвардии рядовой, стрелок 220 гвардейского стрелкового полка. Указ Президиума Верховного Совета СССР от 24.03.1945 года. Звание присвоено посмертно.
- Цитовский, Ефим Григорьевич, гвардии капитан, командир 1 стрелкового батальона 216 гвардейского стрелкового полка. Указ Президиума Верховного Совета СССР от 24.03.1945 года.
- Шейкин, Михаил Степанович, гвардии полковник, командир 220 гвардейского стрелкового полка. Указ Президиума Верховного Совета СССР от 34.03.1945 года.
- Шуклин, Илья Захарович, гвардии старший лейтенант, командир батареи 820-го артиллерийского полка. Указ Президиума Верховного Совета СССР от 26.10.1943 года. Погиб в бою 21.07.1943 года.

 Кавалеры ордена Славы 3-х степеней.
- Алаев, Михаил Константинович, гвардии сержант, автоматчик 216 гвардейского стрелкового полка. Погиб 19.09.1946 года в Германии.
- Бужак, Леонид Арефьевич, гвардии младший сержант, разведчик 227 гвардейского стрелкового полка.
- Гончаров, Иван Васильевич, гвардии старший сержант, командир отделения автоматчиков 216 гвардейского стрелкового полка.
- Карлов, Виктор Васильевич, гвардии ефрейтор, наводчик 120-мм миномёта 216 гвардейского стрелкового полка.
- Когутенко, Александр Гаврилович, гвардии старший сержант, командир отделения автоматчиков 216 гвардейского стрелкового полка.
- Коншин, Зиновий Петрович, гвардии старший сержант, помощник командира взвода пешей разведки 227 гвардейского стрелкового полка.
- Корякин, Николай Дорофеевич, гвардии сержант, старший радиотелеграфист 110 отдельной гвардейской роты связи.
- Леонов, Владимир Григорьевич, гвардии сержант, командир отделения взвода пешей разведки 227 гвардейского стрелкового полка. Погиб в бою 2.03.1945 года.
- Мороз, Константин Астахович, гвардии младший сержант, автоматчик 216 гвардейского стрелкового полка.
- Мухамбетов, Бисенгали, гвардии рядовой, автоматчик 227 гвардейского стрелкового полка.
- Насекин, Фёдор Фёдрович, гвардии старший сержант, командир взвода связи 216 гвардейского стрелкового полка.
- Поляков, Иван Терентьевич, гвардии старшина, командир отделения управления миномётной роты 2 стрелкового батальона 216 гвардейского стрелкового полка.
- Скрыпкин, Фёдор Михайлович, гвардии рядовой, автоматчик 2 стрелкового батальона 216 гвардейского стрелкового полка.
- Сорока, Александр Семёнович, гвардии сержант, командир орудия 227 гвардейского стрелкового полка.
- Соустин, Виктор Андреевич, гвардии старший сержант, командир орудия 83 отдельного гвардейского истребительно-противотанкового дивизиона.
- Ставниченко, Григорий Илларионович, гвардии старшина, старшина пулемётной роты 3 стрелкового батальона 216 гвардейского стрелкового полка.

## Отзывы о дивизии и её воинах
« 79-я гвардейская! В Сталинграде она была известна как 284-я стрелковая Краснознамённая дивизия. Она сражалась у Мамаева Кургана, не раз под немилосердным огнём противника её солдаты штурмовали Мамаев курган, выбивая с него немецких захватчиков. В самые трудные дни 284-я стрелковая дивизия была опорой для защитников города, за её плечами 150 сталинградских дней и ночей непрерывных, каждодневных боёв, без единой минуты отдыха или просто фронтового затишья. Это одна из тех стальных дивизий, которая перемолола вражескую силу, обеспечивая возможность для наших войск подготовить контрнаступление. Четырежды орденоносная дивизия — такой славно законченный поход от Волги до Берлина этой дивизии.»
— Маршал Советского Союза В.И. Чуйков. Гвардейцы Сталинграда идут на запад.  -  М.: Издательство « Советская Россия», 1972 – С.39-40.
О 227 гвардейском стрелковом полке дивизии:

« В боях за Долгелин подразделения Семикова сумели преодолеть очень сильный узел сопротивления противника на перекрёстке железной дороги и шоссе Долгелин — Франкфурт. Пять закопанных танков стояли на пути полка. С ними не могли справиться ни тяжёлые орудия, ни залпы „катюш“. Броня этих танков прикрывалась штабелями дорожного булыжника. Семиков заслал к ним в тыл опытных сапёров с фаустпатронами и взрывчаткой. После нескольких ударов танки прекратили огонь, их экипажи сбежали.

Вскоре на полк Семикова обрушился сильный артиллерийский удар, за ним началась яростная контратака пехоты, примчавшейся на автомобилях и броневиках. Сюда же прорвались с берлинских аэродромов немецкие истребители. Они сбрасывали бомбы в самую гущу столкнувшихся войск, обстреливая их из пушек и пулемётов без разбора, поражая и своих и чужих. После двухчасового боя полку Семикова с помощью соседей — танкистов 8-го гвардейского механизированного корпуса генерала И. Ф. Дрёмова — удалось опрокинуть противника. На поле боя осталось несколько сот убитых немецких солдат и офицеров, горело восемь броневиков и два сбитых самолёта.

Были потери и с нашей стороны. ……

Александр Иванович Семиков по нашему представлению получил звание Героя Советского Союза.»
— Маршал Советского Союза В.И. Чуйков.  Конец третьего рейха.  -  М.: Издательство « Советская Россия», 1973 – С.193 - 194.

«Овладеть Хатеновым было поручено полку Семикова.

…..Семиков отлично справился с задачей. Едва занялся рассвет, как на восточной окраине Хатенова, в центре узла обороны противника, выросли косматые столбы дыма. Это сапёры Семикова, используя опыт штурмовых групп, провели подземно-минную атаку и подорвали наиболее важные объекты врага. В тот же момент артиллеристы и миномётчики открыли огонь, отрезав гитлеровцам пути отхода.

Вначале я даже пожалел, что фашистам некуда отходить: они не стали бы драться так за каждый дом. Но вскоре на наблюдательном пункте заметили, что в центре посёлка показались группы вражеских солдат с поднятыми руками. Удар был настолько неожиданными ошеломляющим, что гитлеровцы быстро прекратили сопротивление».
— Маршал Советского Союза В.И. Чуйков.  Конец третьего рейха.  -  М.: Издательство « Советская Россия», 1973 – С.161.

На магнушевском плацдарме я разговаривал с ранеными из 220-го гвардейского стрелкового полка 79-й гвардейской стрелковой дивизии. Вот что они мне рассказали:

— Нашей роте было приказано перед рассветом переправиться на западный берег Вислы . Нас было немногим более пятидесяти человек. Командовал ротой лейтенант В. Т. Бурба. Как только высадились на берегу, нас сразу же обстрелял противник, а затем атаковал. Первую атаку мы отбили, но вслед за нею последовала вторая, а затем и третья. На следующий день нас непрерывно атаковали вражеские танки и пехота. Последняя атака была особенно ожесточённой. Осталось нас не больше двенадцати человек.

Перед последней атакой противника лейтенант Бурба сказал нам: « Ребята, нас осталось мало. К вечеру подойдёт подкрепление, а до вечера будем драться до последней капли крови, но врагу своей позиции не отдадим».

Вскоре началась атака танков и до роты пехоты противника. Несколько танков подошли к нам почти вплотную. Командир метнул связку гранат, подбил танк, а под второй бросился сам со связкой гранат в руке. Атаку мы отбили, но наш командир погиб. Из всей роты осталось 6 человек. Вскоре подошло подкрепление. Занятый рубеж мы удержали…..

Лейтенанту В. Т. Бурбе было посмертно присвоено звание Героя Советского Союза.

Героический подвиг совершил тогда и солдат 4-й роты того же 220-го полка комсомолец П. А. Хлюстин, который, как и лейтенант В. Т. Бурба, в напряжённый момент боя со связкой гранат бросился под вражеский танк и, жертвуя своей жизнью, остановил атаку противника. Комсомольцу П. А. Хлюстину тоже было посмертно присвоено звание Героя Советского Союза.
— Четырежды Герой Советского Союза  Маршал Советского Союза  Жуков Г.К.  Воспоминания и размышления.3-е издание.Том 2. -  М.: Издательство Агентство печати Новости , 1978. С.233 - 234.

## Память

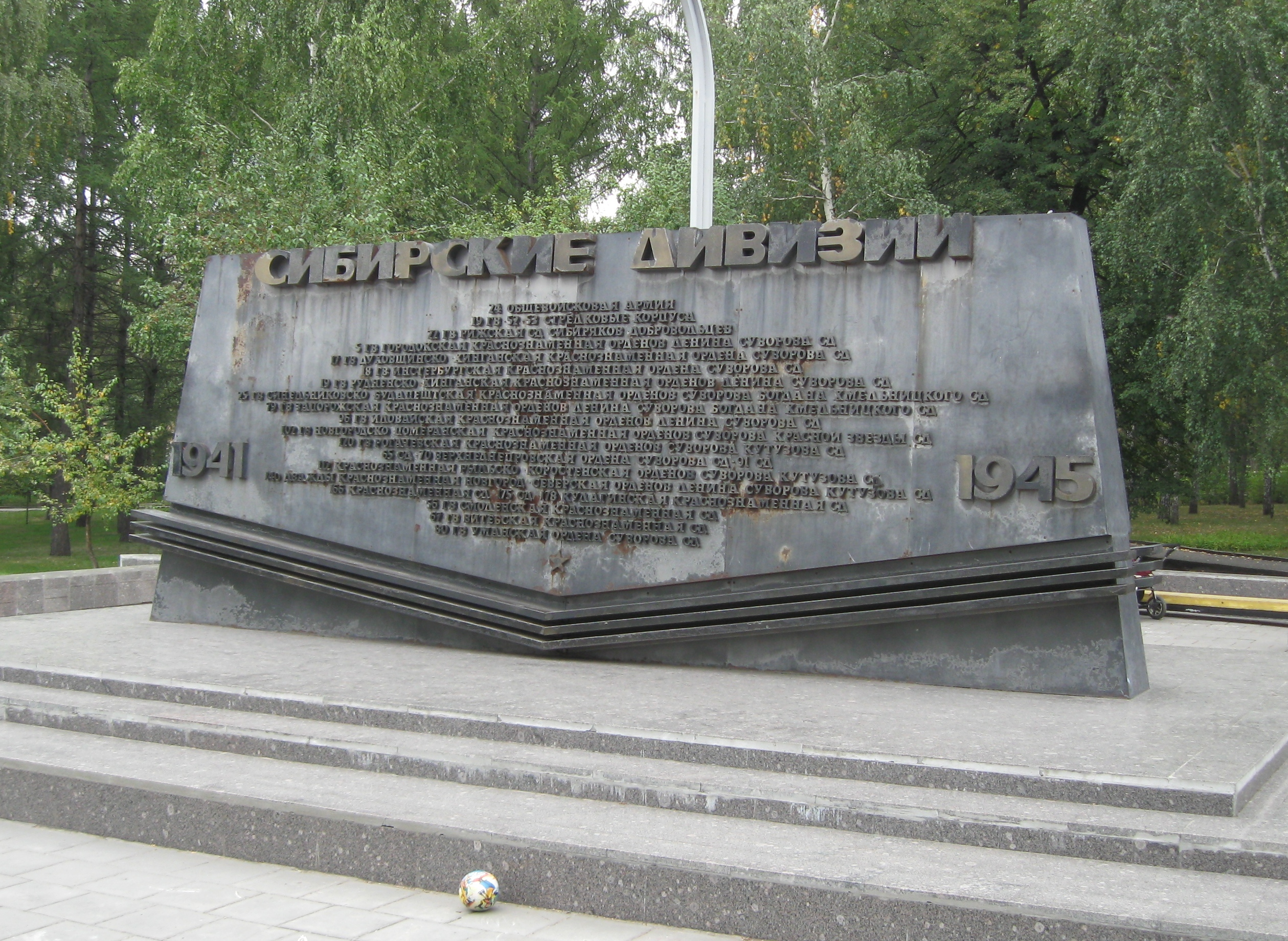
79-я гвардейская стрелковая дивизия
на Монументе Славы в Новосибирске

- У́лица имени 79-й Гварде́йской Диви́зии находится в Ленинском районе г. Томска.
- музей боевой славы при школе № 34 г. Томска.
- Музей школы № 816 Москва
- Музей школы № 69 Запорожье